# 刎田町
刎田町（はねだちょう）は、愛知県瀬戸市深川連区の町名。丁番を持たない単独町名である。

## 地理
- 瀬戸市の中央部に位置する[8]。西を新道町、北を宮脇町・須原町・藤四郎町、東を寺本町、南を杉塚町と隣接している[8]。
- 瀬戸川沿いを国道が通り、小売商店が並ぶ[8]。

### 河川
- 瀬戸川[8] ： 町の南端、杉塚町との町境を西流している。

- 瀬戸川（刎田町・杉塚町境）

### 学区
市立小・中学校に通う場合、学区は以下の通りとなる。また、公立高等学校普通科に通う場合の学区は以下の通りとなる。
| 番・番地等 | 小学校                 | 中学校                 | 高等学校 |
| ---------- | ---------------------- | ---------------------- | -------- |
| 全域       | 瀬戸市立にじの丘小学校 | 瀬戸市立にじの丘中学校 | 尾張学区 |

## 歴史

### 町名の由来
この地は、明治時代の瀬戸村字刎田の一部で、一時期、新道町1・2丁目とされたが、1914年（大正3年）に八子田（刎田）に戻されたことによる。

### 沿革
- 1942年（昭和17年）1月9日 - 瀬戸市大字瀬戸字刎田の一部により、同市刎田町として成立[2]。

## 世帯数と人口
2025年（令和7年）2月1日現在の世帯数と人口は以下の通りである。
| 町丁   | 世帯数 | 人口  |
| ------ | ------ | ----- |
| 刎田町 | 54世帯 | 111人 |

### 人口の変遷
国勢調査による人口の推移
| 1995年（平成7年）  | 218人 | [ 12 ] |  |
| 2000年（平成12年） | 192人 | [ 13 ] |  |
| 2005年（平成17年） | 171人 | [ 14 ] |  |
| 2010年（平成22年） | 145人 | [ 15 ] |  |
| 2015年（平成27年） | 129人 | [ 16 ] |  |
| 2020年（令和2年）  | 104人 | [ 17 ] |  |

### 世帯数の変遷
国勢調査による世帯数の推移。
| 1995年（平成7年）  | 86世帯 | [ 12 ] |  |
| 2000年（平成12年） | 86世帯 | [ 13 ] |  |
| 2005年（平成17年） | 74世帯 | [ 14 ] |  |
| 2010年（平成22年） | 65世帯 | [ 15 ] |  |
| 2015年（平成27年） | 61世帯 | [ 16 ] |  |
| 2020年（令和2年）  | 44世帯 | [ 17 ] |  |

## 交通

### 鉄道
町内に鉄道は走っていない。最寄り駅は名鉄瀬戸線尾張瀬戸駅になる。

### バス
名鉄バス「しなの線（瀬戸北線）」
- 【1】【1H】【2】【2H】【3】【4】新瀬戸駅 - 瀬戸駅前 - 古瀬戸 - しなのバスセンター - 上品野 系統

名鉄バス「本地ヶ原線」
- 【10】瀬戸駅前 - 古瀬戸 - 赤津 系統

以上の2路線7系統が走っているが、町内にバス停はない。最寄りのバス停は、中橋バス停・陶祖公園バス停になる。

### 道路
- 国道248号[8]・国道363号（重複区間） ： 町の南部を東西に走っている[注釈 1]。

- 国道248・363号標識（刎田町内）

## 施設
- 瀬戸刎田郵便局[8] ： 窓口は平日のみ、ATMは土曜日も営業[18]。駐車場は2台[18]。
- 賀登光本店 ： 創業85年のめん処。全て自家製麺を使用し、創業より代々受け継いだ味と調理法を守っている[19]。

- 瀬戸刎田郵便局
- 賀登光本店

## その他

### 日本郵便
- 郵便番号 : 489-0034[6]（集配局：瀬戸郵便局[20]）。